# Ablator
Genre
Synonymes
- Abliguritor Petrunkevitch, 1942
- Eothanatus Petrunkevitch, 1950

Ablator est un genre fossile d'araignées aranéomorphes de la famille des Corinnidae.

## Distribution
Les espèces de ce genre ont été découvertes dans de l'ambre de la Baltique, en Russie, en Pologne, en Allemagne et au Danemark. Elles datent du Paléogène.

## Liste des espèces
Selon World Spider Catalog (version 23.5, 2023) :
- † Ablator biguttatus Wunderlich, 2004
- † Ablator curvatus Wunderlich, 2004
- † Ablator deminuens Wunderlich, 2004
- † Ablator depressus Wunderlich, 2004
- † Ablator diritatis (Petrunkevitch, 1950)
- † Ablator duomammillae Wunderlich, 2004
- † Ablator felix (Petrunkevitch, 1958)
- † Ablator inevolvens Wunderlich, 2004
- † Ablator longus Wunderlich, 2004
- † Ablator nonguttatus Wunderlich, 2004
- † Ablator parvus Wunderlich, 2004
- † Ablator robustus Wunderlich, 2004
- † Ablator scutatus Wunderlich, 2004
- † Ablator splendens Wunderlich, 2004
- † Ablator triguttatus (C. L. Koch & Berendt, 1854)

## Systématique et taxinomie
Ce genre a été décrit par Petrunkevitch en 1942.

## Publication originale
- Petrunkevitch, 1942 : « A study of amber spiders. » Transactions of the Connecticut Academy of Arts and Sciences, vol. 34, p. 119–464.